# 石山キツエ
石山 キツエ（いしやま キツエ、1911年〈明治44年〉2月1日 - 1986年〈昭和61年〉4月21日）は、日本のアイヌ文化伝承者。
北海道雨竜郡雨竜町伏古で誕生した。家はアイヌ歌謡やユカㇻ（英雄叙事詩）の伝承者の家系であり、同じくアイヌ文化伝承者である杉村キナラブック、砂沢クラの姪にあたる。
父方、母方の祖母からそれぞれ、ユカㇻ、アイヌの歌謡を習い覚えた。ヤイサマ（喜びや悲しみの気持ちを即興で歌う歌）を得意としており、ヤイサマの第一人者ともされている。
1928年（昭和3年）に結婚し、旭川市へ移住した。1983年（昭和58年）には夫の石山長次郎や、旭川の他のアイヌ夫妻と共に、アイヌ文化の学習会「ウネウサラ・コトムカ」の講師を務めた。この学習会はアイヌの生活用品、アイヌ語、アイヌ料理、薬草、旭川周辺の地名などを学ぶものであり、1983年2月から6月まで開催された。旭川のみならず、北海道内各地から、さらには東京からの参加者もあって、毎回40名を超える盛況であり、新聞紙上でも大きく取り上げられた。その反響には、夫の長次郎の方が驚くほどであった。
1986年（昭和61年）4月、自宅近くの小川で死亡している姿が発見された。酔って川に転落し、陸へ登ろうしている間に心筋梗塞を起こしたものとも見られた。75歳没。